# Euploea nera
Euploea nera är en fjärilsart som beskrevs av Otto Staudinger 1895. Euploea nera ingår i släktet Euploea och familjen praktfjärilar. Inga underarter finns listade i Catalogue of Life.